# كوشكي (إسفراين)
كوشكي (بالفارسية: کوشکی) هي قرية تقع في قسم آذري الريفي (مقاطعة إسفراين) في إيران. يقدر عدد سكانها بـ 1,079 نسمة .